# (2766) Leeuwenhoek
(2766) Leeuwenhoek – planetoida z pasa głównego asteroid okrążająca Słońce w ciągu 4 lat i 26 dni w średniej odległości 2,55 j.a. Została odkryta 23 marca 1982 roku w Obserwatorium Kleť w pobliżu Czeskich Budziejowic przez Zdeňkę Vávrovą. Nazwa planetoidy pochodzi od Antonie van Leeuwenhoeka (1632-1723), holenderskiego przedsiębiorcy i przyrodnika. Przed nadaniem nazwy planetoida nosiła oznaczenie tymczasowe (2766) 1982 FE1.